# Kurgha (Parbat)
Kurgha (nep. कुर्घा) – gaun wikas samiti w zachodniej części Nepalu w strefie Dhawalagiri w dystrykcie Parbat. Według nepalskiego spisu powszechnego z 2001 roku liczył on 696 gospodarstw domowych i 3447 mieszkańców (1898 kobiet i 1549 mężczyzn).